# Guards' Cemetery (Combles)
Guards' Cemetery is een Britse militaire begraafplaats met gesneuvelden uit de Eerste Wereldoorlog, gelegen in het Franse dorp Combles (Somme). De begraafplaats werd ontworpen door Arthur Hutton en ligt aan de Rue André Briffeuil op 430 m ten zuidwesten van het dorpscentrum (Église Saint-Vast). Ze heeft een rechthoekig grondplan met een oppervlakte van 989 m² en wordt omgeven door een natuurstenen muur. Het terrein ligt hoger dan het straatniveau en is bereikbaar via een trap met 11 treden en een pad van 65 m. De toegang bestaat uit een metalen hek tussen witte stenen blokken. Het Cross of Sacrifice staat op een verhoogd terras aan de noordoostelijke rand.
Er worden 185 doden herdacht waaronder 14 niet geïdentificeerde.
De begraafplaats wordt onderhouden door de Commonwealth War Graves Commission.

## Geschiedenis
Op 26 september 1916 werd het dorp bezet door eenheden van de 56th (London) Division en het Franse leger en het bleef in geallieerde handen tot 24 maart 1918. Het werd op 29 augustus 1918 heroverd door de 18th Division. De begraafplaats werd in september 1916 door de Guards Division gestart en verder door andere eenheden gebruikt. Bij de wapenstilstand bevatte ze 100 graven (Plot I) maar werd daarna aangevuld met graven uit Priez Farm Cemetery (Plot II). Zes Duitse graven werden naar elders verplaatst. 
Onder de geïdentificeerde doden zijn er 167 Britten en 4 Canadezen. Dertig Britten die oorspronkelijke begraven waren in Priez Farm Cemetery of Combles German Cemetery maar wier graven werden vernietigd door artillerievuur, worden herdacht met een Duhallow Block.

## Graven

### Onderscheiden militairen
- Alfred John H. Bowen, luitenant-kolonel bij het Monmouthshire Regiment werd tweemaal onderscheiden met de Distinguished Service Order (DSO and Bar).
- Guy Horsman Bailey, majoor bij de Royal Horse Artillery, Edwin William Ede, kapitein bij de Royal Fusiliers, John Alexander Harper, kapitein bij het Royal Army Medical Corps en Percival Fowler Barr, onderluitenant bij het Middlesex Regiment werden onderscheiden met het Military Cross (MC).
- sergeant Arthur Lister en kanonnier Franklyn Wallace Richards werden onderscheiden met de Military Medal (MM).

### Minderjarige militair
- soldaat Gordon C. Lewis van de Australian Infantry, A.I.F. was slechts 17 jaar toen hij sneuvelde op 28 januari 1917.